# Psicrometro

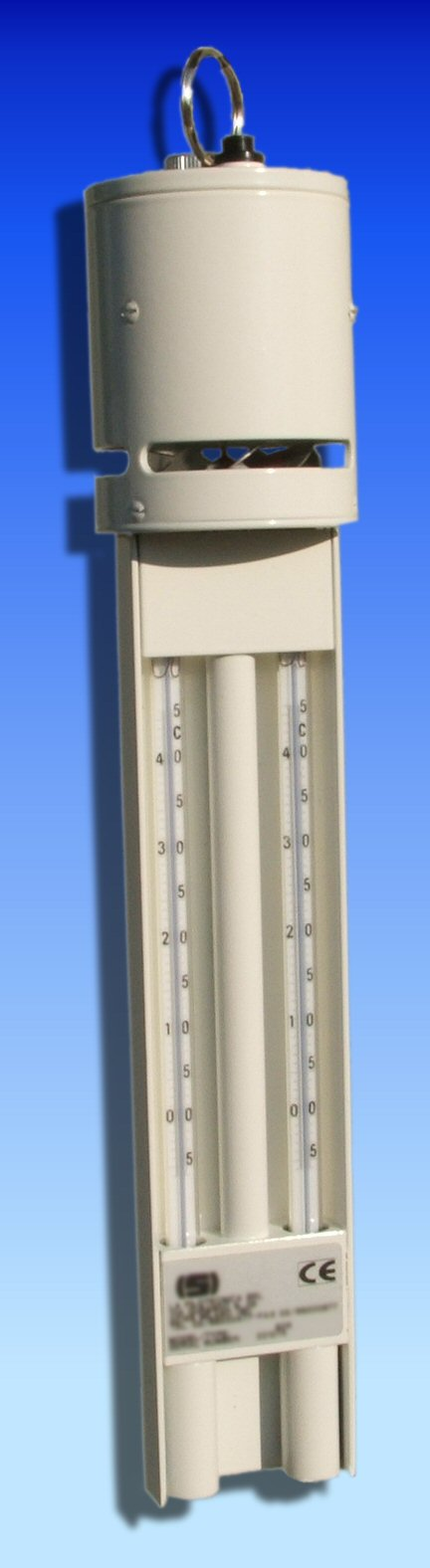
Psicrometro di Asmann a circolazione forzata

Lo psicrometro è uno strumento per misurare l'umidità dell'aria: si avvale della differenza di temperatura tra un termometro asciutto e uno bagnato.

## Etimologia
Il termine psicròmetro, composto da psicro- e -metro e presente in italiano dal 1749, deriva dai termini greci ψυχρόν (psychrón), freddo e μέτρον (métron), misura. Ad esso è connesso il termine psicrometria, che designa la disciplina relativa.

## Descrizione
È costituito da due termometri affiancati, di cui uno è chiamato bulbo secco e misura la temperatura dell'aria, mentre l'altro, avvolto in una garza di cotone imbevuta d'acqua distillata, è chiamato bulbo umido e misura la temperatura dell'acqua a contatto con l'aria (ovvero la temperatura di bulbo umido): l'evaporazione dell'acqua sottrae calore abbassandone la temperatura in misura inversamente proporzionale all'umidità dell'aria.
La lettura dei due termometri permette di conoscere con tabelle o diagrammi l'umidità relativa e assoluta dell'aria.

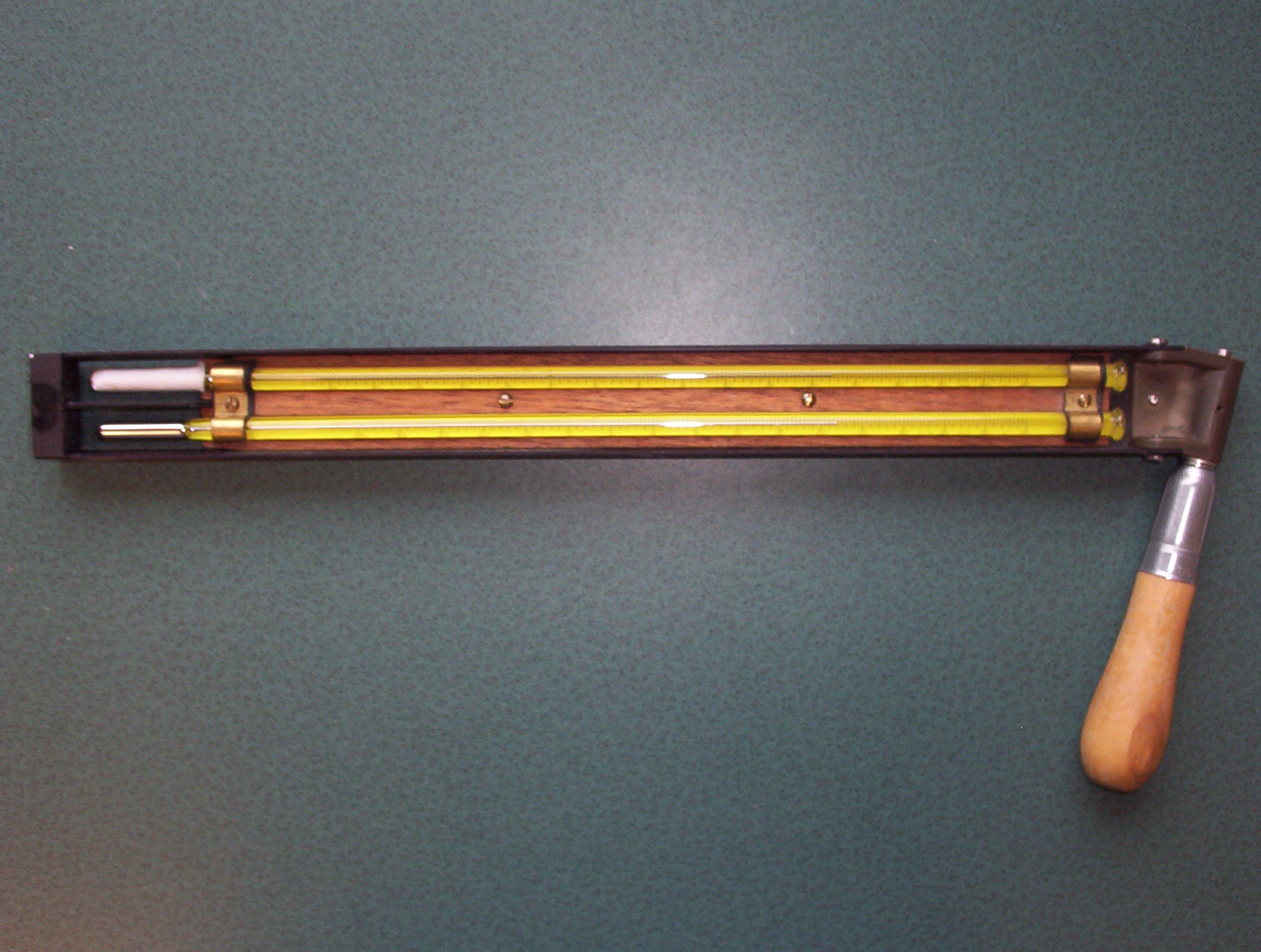
Psicrometro a fionda

In alcuni modelli utilizzati in meteorologia la garza è sostituita da uno stoppino immerso nella parte inferiore in un contenitore pieno d'acqua che rimane umido "aspirando" l'acqua per capillarità.
I modelli portatili sono muniti di una ventola garantendo così una misura precisa anche in tempi brevi.
È possibile fare a meno della ventola utilizzando dei modelli detti "a fionda", che vengono fatti roteare manualmente intorno ad un perno.

### Calcolo dell'umidità relativa
Tipicamente lo psicrometro viene corredato di apposite tabelle da cui è facile ricavare il valore dell'umidità relativa, qualora siano note le temperature di bulbo secco e umido.

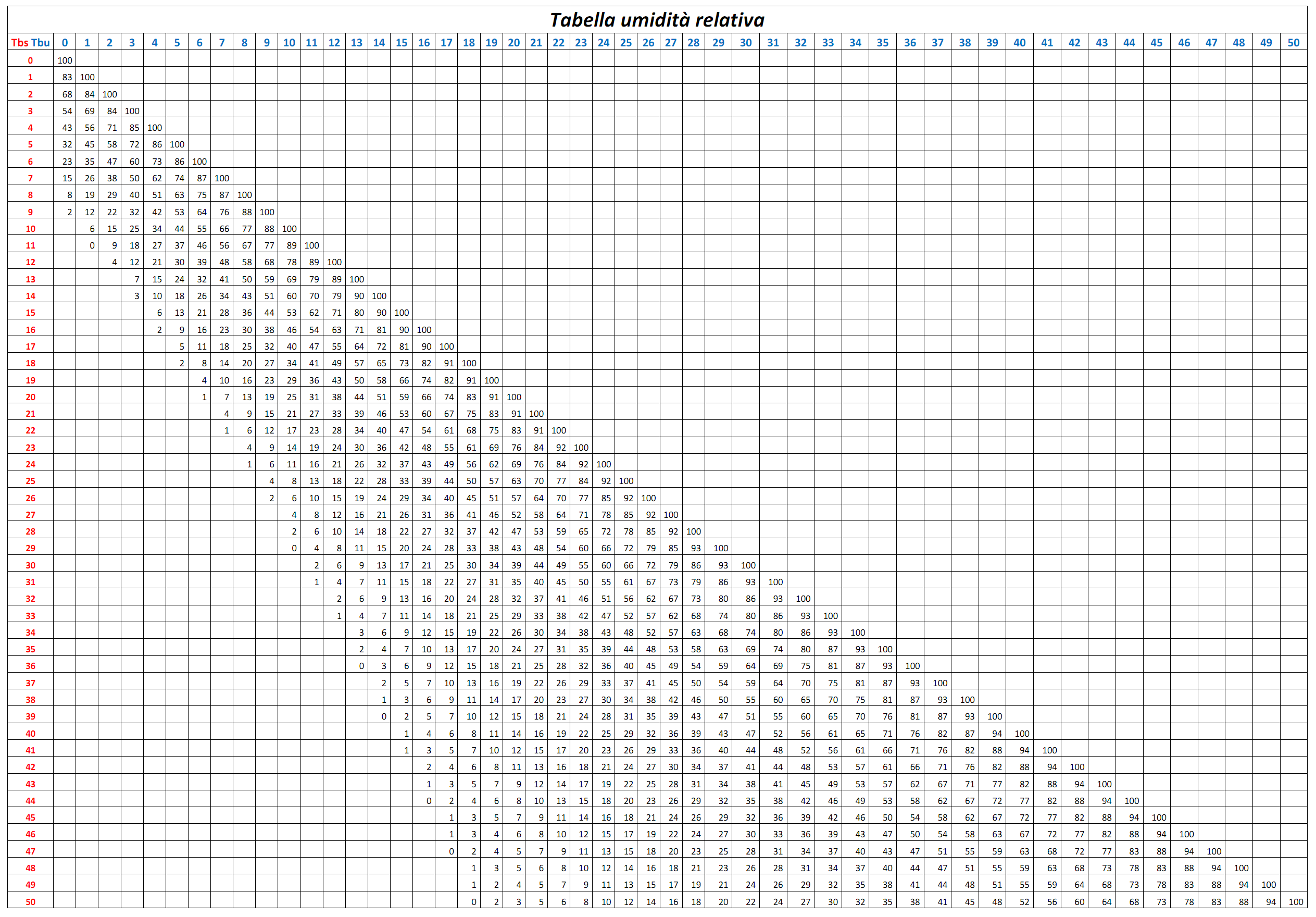
L'immagine riporta una tabella che permette il calcolo dell'umidità relativa

Se ad esempio il termometro asciutto segna 25 °C e il termometro bagnato segna 16 °C dalla tabella ricaviamo un'umidità relativa pari a 36%.
Si può procedere altrimenti per via grafica, ricorrendo all'uso di un diagramma psicrometrico:
Si traccino le isoterme relative alle temperature di bulbo secco e umido (rette quasi verticali).
Individuato il punto di intersezione tra la curva di saturazione e la temperatura di bulbo umido, si disegni la retta isoentalpica (retta obliqua) passante per tale punto fino ad intersecare l'isoterma condotta a temperatura di bulbo secco.
L'intersezione così trovata individua le proprietà termodinamiche dell'aria umida. Per conoscere l'umidità relativa basterà individuare la curva (quasi esponenziale) a umidità relativa costante più vicina. In orizzontale, invece, è possibile ricavare l'umidità specifica dell'aria umida.

Grafico del calcolo dell'umidità relativa